# New York Rangers

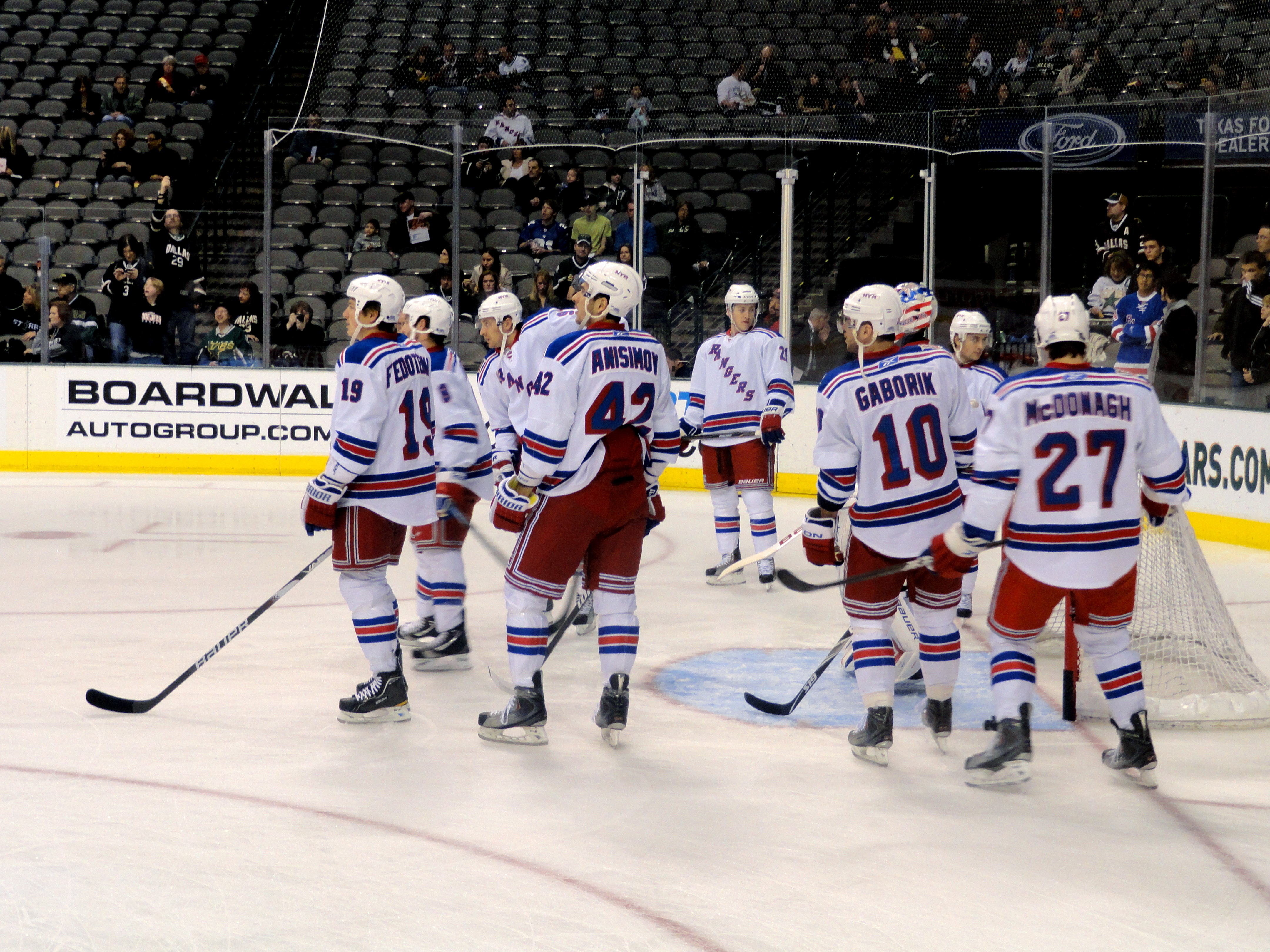
Hokeiści drużyny w sezonie 2010–11

New York Rangers – amerykański klub hokejowy z siedzibą w Nowym Jorku, występujący w lidze NHL.
Zespół posiada afiliacje w postaci klubów farmerskich w niższych ligach. Tę funkcję pełnią Hartford Wolf Pack w lidze AHL i Bloomington Bison w rozgrywkach ECHL.

## Osiągnięcia
- Puchar Stanleya: 1928, 1933, 1940, 1994
- Trofeum Księcia Walii: 1932, 1942, 1994, 2014
- Trofeum Prezydentów: 1992, 1994, 2015, 2024
- Mistrzostwo konferencji: 1994, 2014
- Mistrzostwo dywizji: 1927, 1932, 1990, 1992, 1994, 2012, 2015, 2024

## Sezon po sezonie
| Ostatnie sezony | Ostatnie sezony | Ostatnie sezony | Ostatnie sezony | Ostatnie sezony | Ostatnie sezony | Ostatnie sezony | Ostatnie sezony | Ostatnie sezony | Ostatnie sezony | Ostatnie sezony | Ostatnie sezony | Ostatnie sezony | Ostatnie sezony                                   |
| Sezon           | Konferencja     | Miejsce         | Dywizja         | Miejsce         | Mecze           | Z               | P               | R               | PK              | Pkt             | ZB              | SB              | Wyniki play-off                                   |
| --------------- | --------------- | --------------- | --------------- | --------------- | --------------- | --------------- | --------------- | --------------- | --------------- | --------------- | --------------- | --------------- | ------------------------------------------------- |
|                 |                 |                 |                 |                 |                 |                 |                 |                 |                 |                 |                 |                 |                                                   |
| 2019–20         | Wschodnia       | 11              | Metropolitalna  | 7               | 701             | 37              | 28              | –               | 5               | 79              | 234             | 222             | Nie zakwalifikowała się                           |
|                 |                 |                 |                 |                 |                 |                 |                 |                 |                 |                 |                 |                 |                                                   |
| 2018–19         | Wschodnia       | 12              | Metropolitalna  | 6               | 82              | 32              | 36              | –               | 14              | 78              | 227             | 272             | Nie zakwalifikowała się                           |
|                 |                 |                 |                 |                 |                 |                 |                 |                 |                 |                 |                 |                 |                                                   |
| 2017–18         | Wschodnia       | 12              | Metropolitalna  | 8               | 82              | 34              | 39              | –               | 9               | 77              | 231             | 268             | Nie zakwalifikowała się                           |
|                 |                 |                 |                 |                 |                 |                 |                 |                 |                 |                 |                 |                 |                                                   |
| 2016–17         | Wschodnia       | 5               | Metropolitalna  | 4               | 82              | 48              | 28              | –               | 6               | 102             | 256             | 220             | Zwycięstwo z Canadiens 4-2 Porażka z Senators 2-4 |
|                 |                 |                 |                 |                 |                 |                 |                 |                 |                 |                 |                 |                 |                                                   |
| 2015–16         | Wschodnia       | 4               | Metropolitalna  | 3               | 82              | 46              | 27              | –               | 9               | 101             | 236             | 217             | Porażka z Penguins 1-4                            |

| Sezony od 2010/2011 do 2014/2015 | Sezony od 2010/2011 do 2014/2015 | Sezony od 2010/2011 do 2014/2015 | Sezony od 2010/2011 do 2014/2015 | Sezony od 2010/2011 do 2014/2015 | Sezony od 2010/2011 do 2014/2015 | Sezony od 2010/2011 do 2014/2015 | Sezony od 2010/2011 do 2014/2015 | Sezony od 2010/2011 do 2014/2015 | Sezony od 2010/2011 do 2014/2015 | Sezony od 2010/2011 do 2014/2015 | Sezony od 2010/2011 do 2014/2015 | Sezony od 2010/2011 do 2014/2015 | Sezony od 2010/2011 do 2014/2015                                                                 |
| Sezon                            | Konferencja                      | Miejsce                          | Dywizja                          | Miejsce                          | Mecze                            | Z                                | P                                | R                                | PK                               | Pkt                              | ZB                               | SB                               | Wyniki play-off                                                                                  |
| -------------------------------- | -------------------------------- | -------------------------------- | -------------------------------- | -------------------------------- | -------------------------------- | -------------------------------- | -------------------------------- | -------------------------------- | -------------------------------- | -------------------------------- | -------------------------------- | -------------------------------- | ------------------------------------------------------------------------------------------------ |
|                                  |                                  |                                  |                                  |                                  |                                  |                                  |                                  |                                  |                                  |                                  |                                  |                                  |                                                                                                  |
| 2014–15                          | Wschodnia                        | 1                                | Metropolitalna                   | 1                                | 82                               | 53                               | 22                               | –                                | 7                                | 113                              | 252                              | 192                              | Zwycięstwo z Penguins 4-1 Zwycięstwo z Capitals 4-3 Porażka z Lightning 3-4                      |
|                                  |                                  |                                  |                                  |                                  |                                  |                                  |                                  |                                  |                                  |                                  |                                  |                                  |                                                                                                  |
| 2013–14                          | Wschodnia                        | 5                                | Metropolitalna                   | 2                                | 82                               | 45                               | 31                               | –                                | 6                                | 96                               | 218                              | 193                              | Zwycięstwo z Flyers 4-3 Zwycięstwo z Penguins 4-3 Zwycięstwo z Canadiens 4-2 Porażka z Kings 1-4 |
|                                  |                                  |                                  |                                  |                                  |                                  |                                  |                                  |                                  |                                  |                                  |                                  |                                  |                                                                                                  |
| 2012–13                          | Wschodnia                        | 6                                | Atlantycka                       | 2                                | 48                               | 26                               | 18                               | –                                | 4                                | 56                               | 130                              | 112                              | Zwycięstwo z Capitals 4-3 Porażka z Bruins 1-4                                                   |
|                                  |                                  |                                  |                                  |                                  |                                  |                                  |                                  |                                  |                                  |                                  |                                  |                                  |                                                                                                  |
| 2011–12                          | Wschodnia                        | 1                                | Atlantycka                       | 1                                | 82                               | 51                               | 24                               | –                                | 7                                | 109                              | 226                              | 187                              | Zwycięstwo z Senators 4-3 Zwycięstwo z Capitals 4-3 Porażka z Devils 2-4                         |
|                                  |                                  |                                  |                                  |                                  |                                  |                                  |                                  |                                  |                                  |                                  |                                  |                                  |                                                                                                  |
| 2010–11                          | Wschodnia                        | 8                                | Atlantycka                       | 3                                | 82                               | 44                               | 33                               | –                                | 5                                | 93                               | 233                              | 198                              | Porażka z Capitals 1-4                                                                           |

Legenda:

Z = Zwycięstwa, P = Porażki, R = Remisy (do sezonu 2004/2005), PK = Przegrane po dogrywce lub karnych, Pkt = Punkty, ZB = Bramki zdobyte, SB = Bramki stracone
| Puchar Stanleya | Mistrz Konferencji | Mistrz Dywizji | Awans do play-off | Presidents’ Trophy |

- 1 Sezon zasadniczy ze względu na epidemię koronawirusa został przerwany a następnie zakończony. W meczach kwalifikacyjnych do playoff Rangersi ulegli Carolina Hurricanes.

## Zawodnicy

### Kapitanowie drużyny
- Bill Cook, 1926–1937
- Art Coulter, 1937–1942
- Ehrhardt Heller, 1942–1945
- Neil Colville, 1945–1948
- Buddy O’Connor, 1949–1950
- Frank Eddolls, 1950–1951
- Allan Stanley, 1951–1953
- Don Raleigh, 1953–1955
- Harry Howell, 1955–1957
- George Sullivan, 1957–1961
- Andy Bathgate, 1961–1964
- Camille Henry, 1964–1965
- Bob Nevin, 1965–1971
- Vic Hadfield, 1971–1974
- Brad Park, 1974–1975
- Phil Esposito, 1975–1978
- Dave Maloney, 1978–1980
- Walt Tkaczuk, 1980–1981
- Barry Beck, 1981–1986
- Ron Greschner, 1986–1987
- Kelly Kisio, 1987–1991
- Mark Messier, 1991–1997, 2000–2004
- Brian Leetch, 1997–2000
- Jaromír Jágr, 2006–2008
- Chris Drury, 2008–2011
- Ryan Callahan, 2011–2014
- Ryan McDonagh, 2014–2018
- Jacob Trouba, 2022–2024

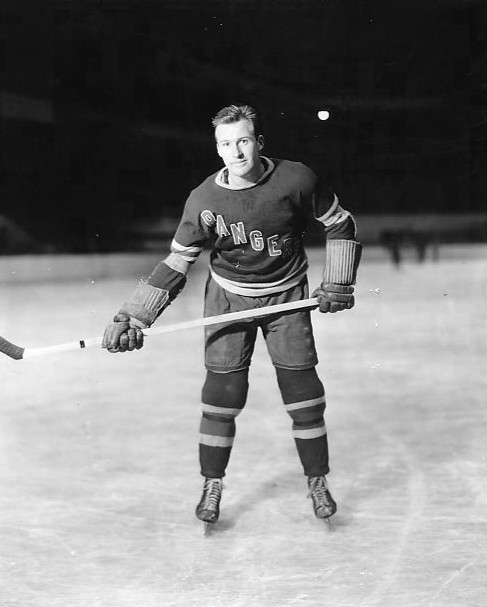
A. Coulter
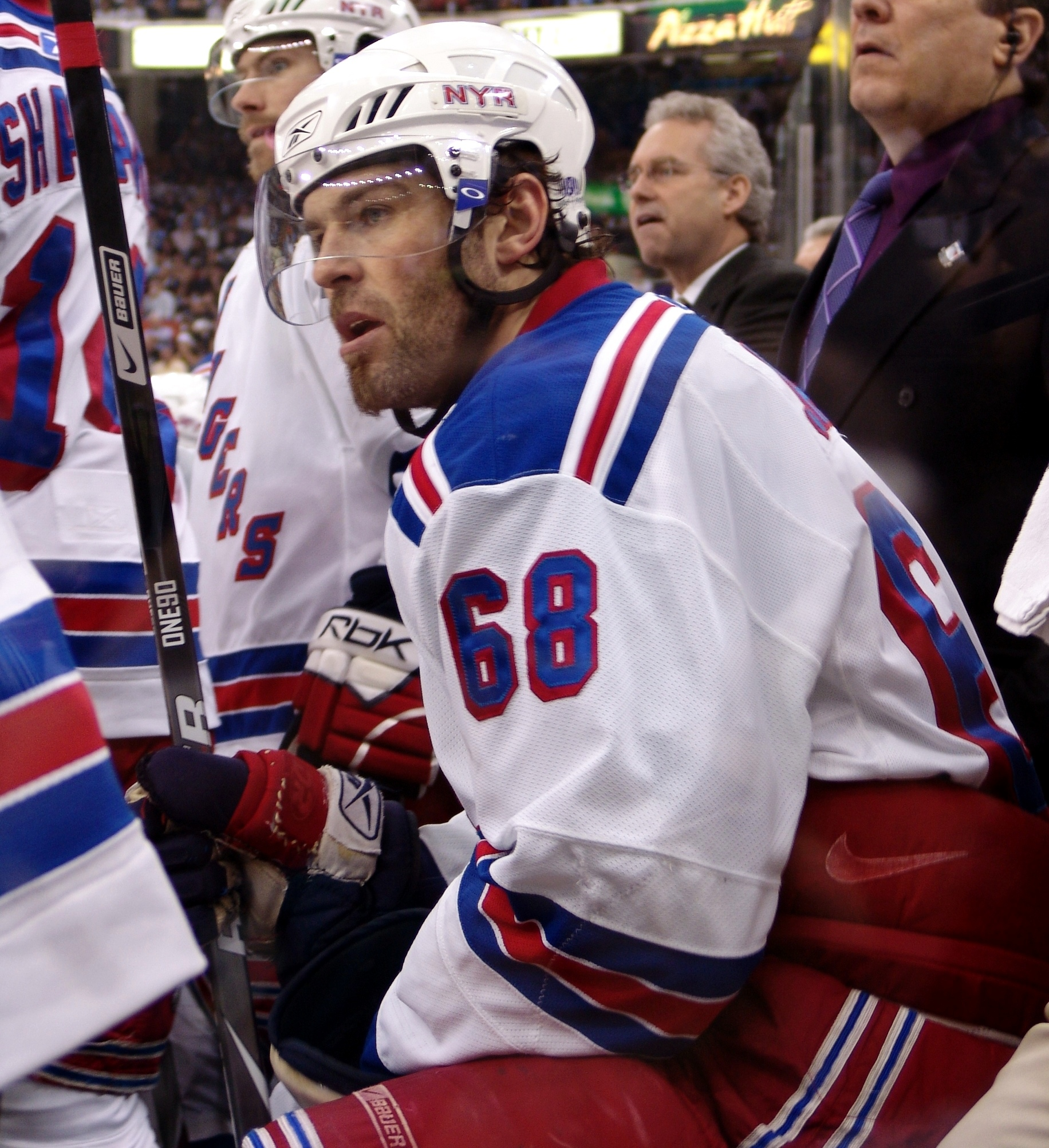
J. Jágr
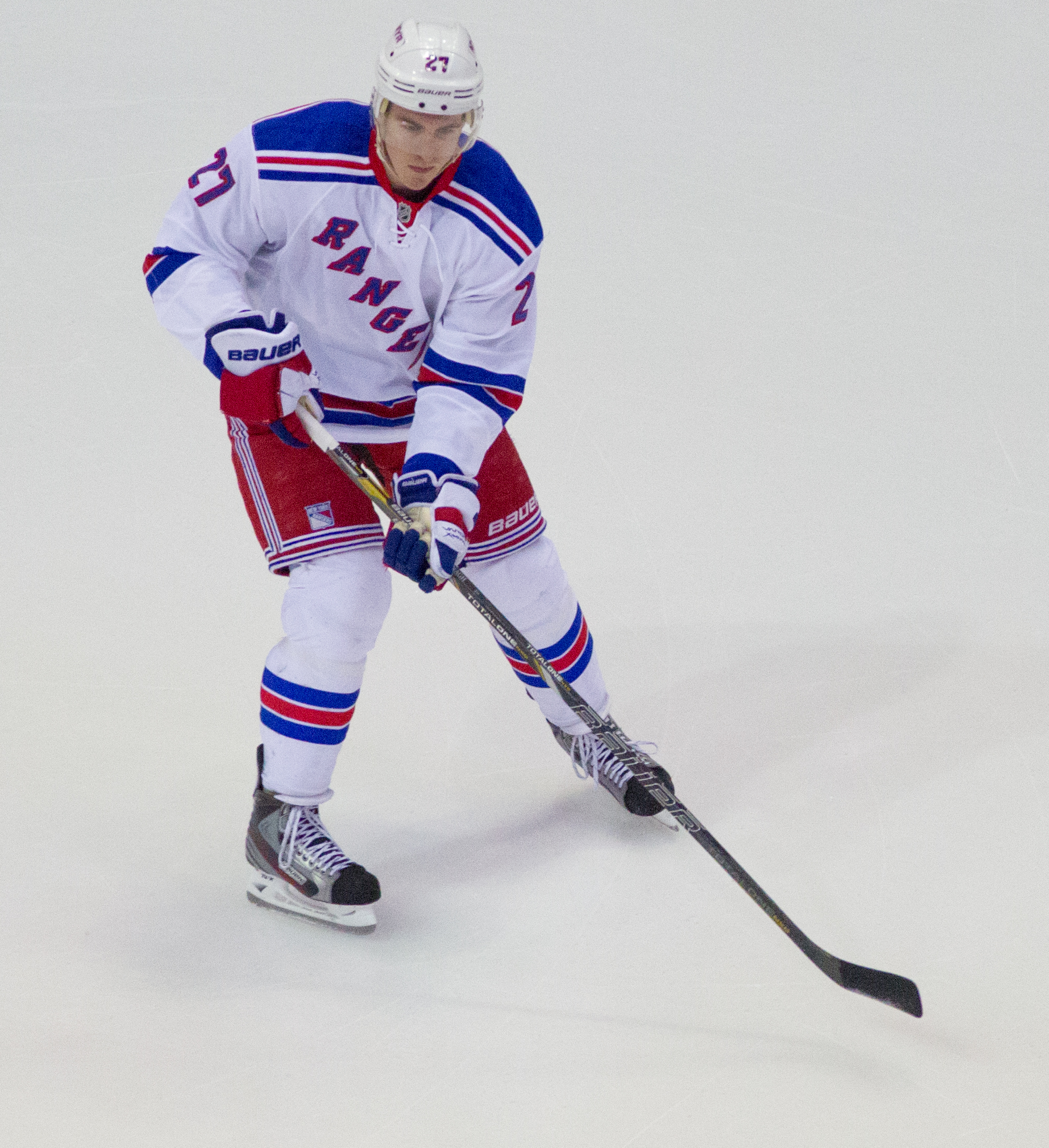
R. McDonagh
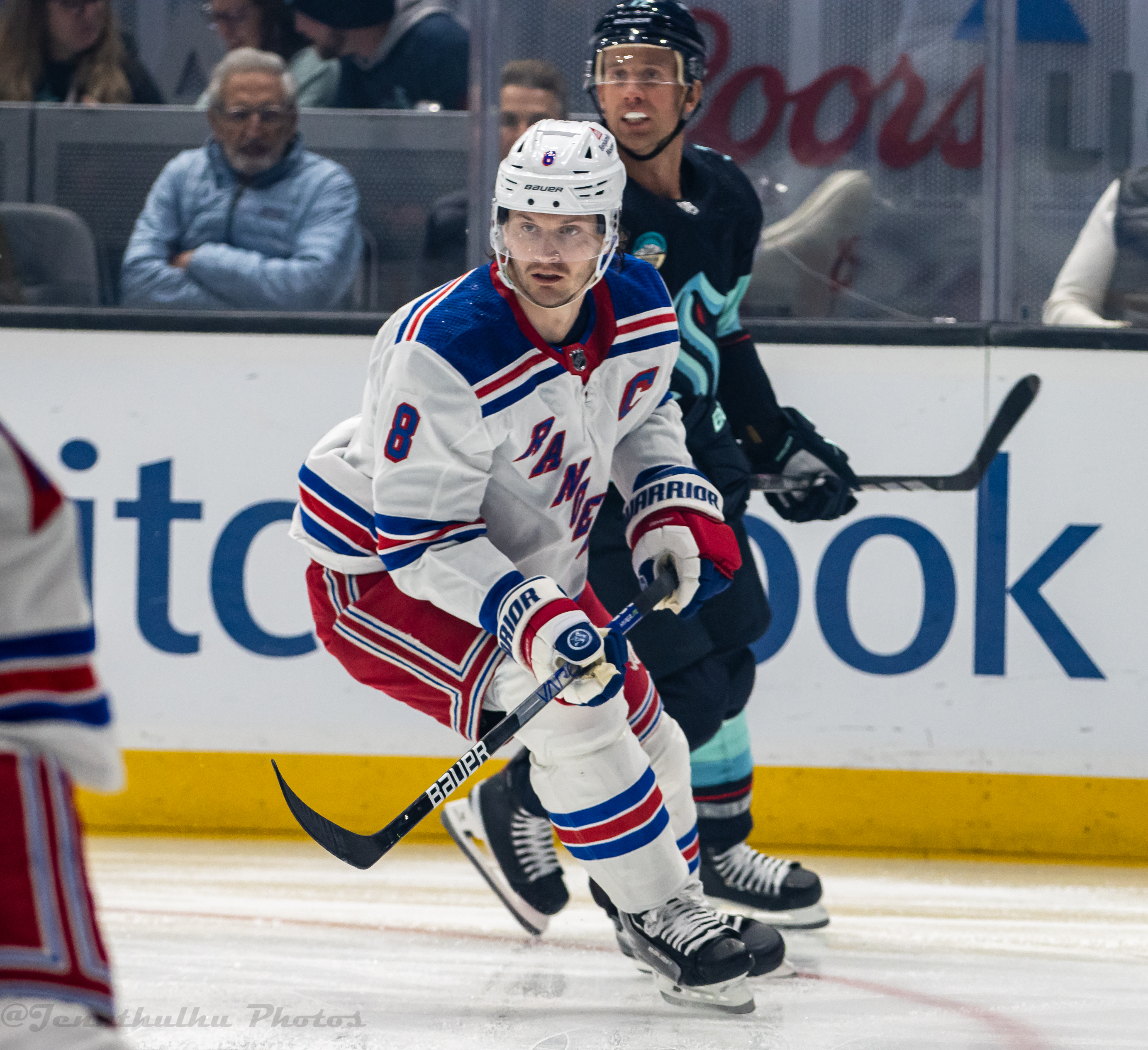
J. Trouba

### Numery zastrzeżone

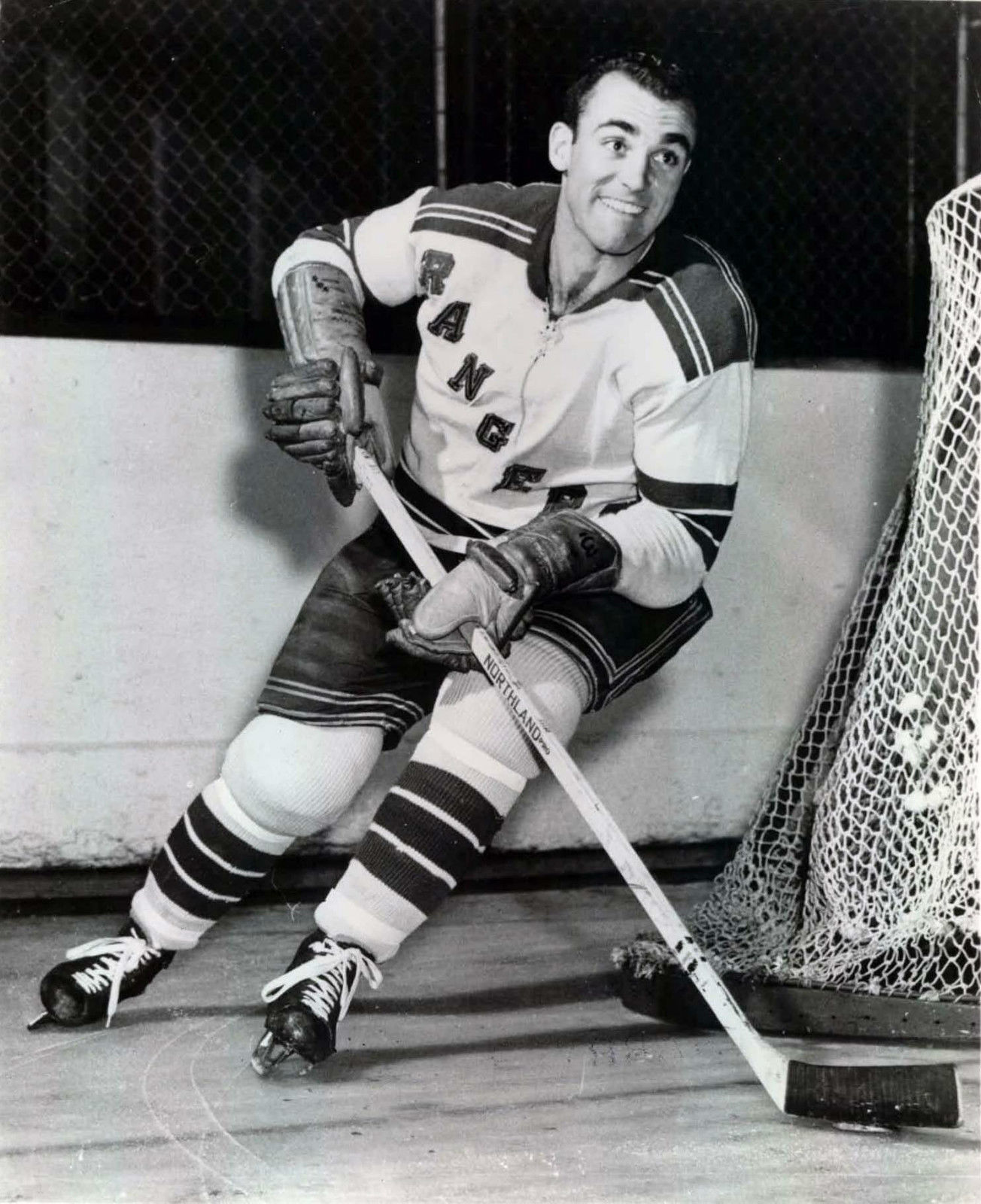
H. Howell
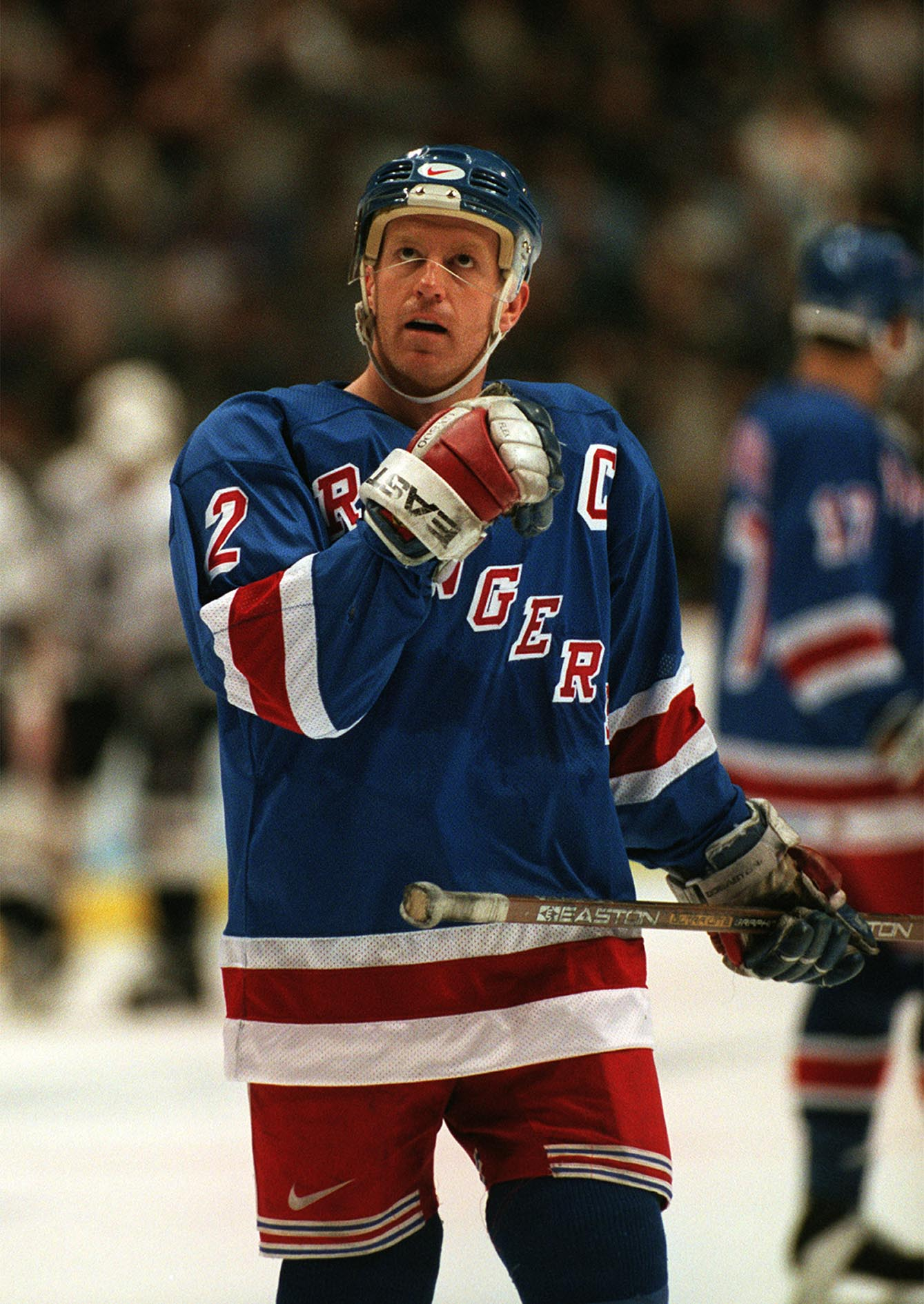
B. Leetch
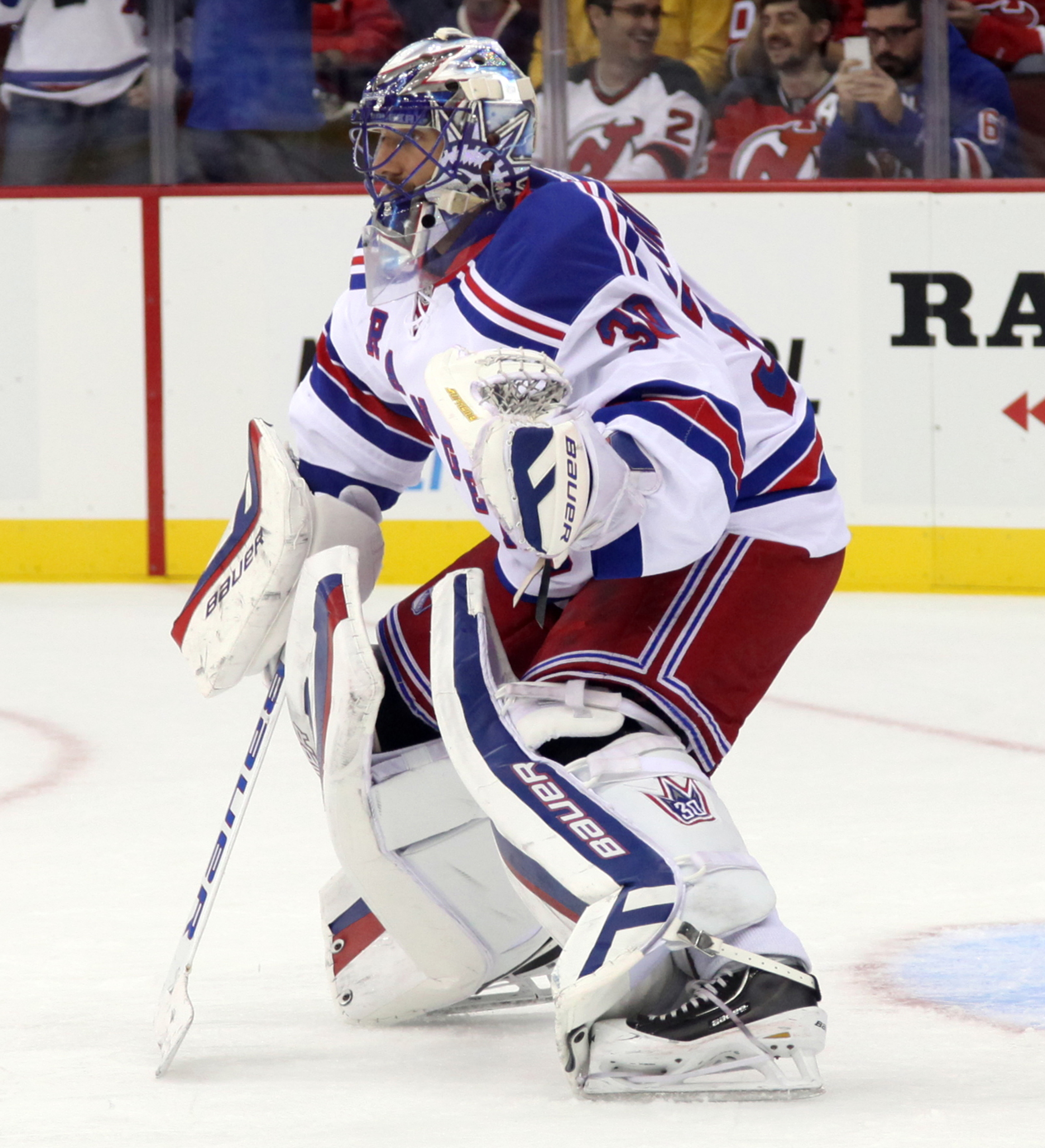
H. Lundqvist
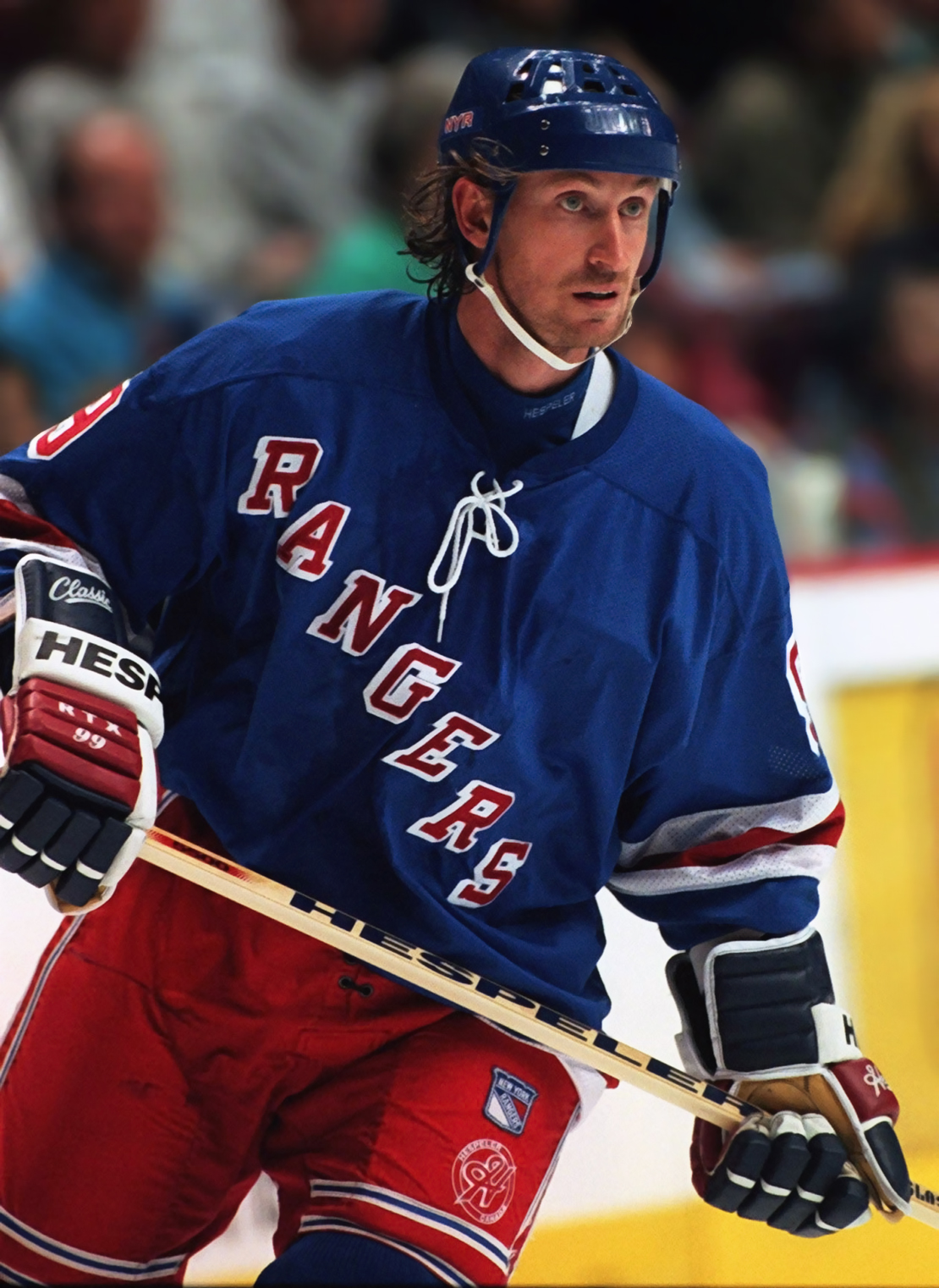
W. Gretzky

| Numer | Zawodnik         | Pozycja                              | Kariera                              | Data zastrzeżenia                    |
| ----- | ---------------- | ------------------------------------ | ------------------------------------ | ------------------------------------ |
| 1     | Eddie Giacomin   | Bramkarz                             | 1965–1976                            | 15 marca 1989                        |
| 2     | Brian Leetch     | Obrońca                              | 1987–2004                            | 24 stycznia 2008                     |
| 3     | Harry Howell     | Obrońca                              | 1952–1969                            | 22 lutego 2009                       |
| 7     | Rod Gilbert      | Napastnik                            | 1960–1978                            | 14 października 1979                 |
| 9     | Andy Bathgate    | Napastnik                            | 1954–1964                            | 22 lutego 2009                       |
| 9     | Adam Graves      | Napastnik                            | 1991–2001                            | 3 lutego 2009                        |
| 11    | Mark Messier     | Napastnik                            | 1991–1997 2000–2004                  | 12 stycznia 2006                     |
| 11    | Vic Hadfield     | Napastnik                            | 1959–1974                            | 2 grudnia 2018                       |
| 19    | Jean Ratelle     | Napastnik                            | 1960–1976                            | 25 lutego 2018                       |
| 35    | Mike Richter     | Bramkarz                             | 1990–2003                            | 4 lutego 2004                        |
| 30    | Henrik Lundqvist | Bramkarz                             | 2005–2020                            | 28 stycznia 2022                     |
|       |                  |                                      |                                      |                                      |
| 99    | Wayne Gretzky    | Numer zastrzeżony dla całej ligi NHL | Numer zastrzeżony dla całej ligi NHL | Numer zastrzeżony dla całej ligi NHL |

- H. Howell
- B. Leetch
- H. Lundqvist
- W. Gretzky